# フライ・トリオ
フライ・トリオ（Fly）は、サックス奏者のマーク・ターナー、ドラマーのジェフ・バラード、ベーシストのラリー・グレナディアによるジャズ・トリオ。
このグループは、2000年にチック・コリア (バラードは当時チックのバンドでドラマーを務めていた) によってキュレーションされたアンソロジー『Originations』の1曲でジェフ・バラード・トリオとして初めて登場し、2004年にサヴォイ・ジャズからファースト・アルバムをリリースしてフライ・トリオとなった。ただし、プレーヤー間の関係はさらにさかのぼる。グレナディアとバラードは、1980年代初頭にカリフォルニアで10代の頃から一緒に音楽を演奏し、その後も頻繁に一緒にギグを行ってきた。1990年に2人ともアメリカ東海岸に移住し、そこでターナーと出会い、それ以来、3人のミュージシャンはさまざまな順列と文脈で演奏を行ってきている。フライ・トリオでは、ターナー、グレナディア、バラードがすべてのマテリアルを作曲している。マーク・ターナー曰く、「メロディーを運ぶのはサクソフォーンの時もあり、それ以外の場合は、ベースまたはドラムになります。私たちは最前線の任務を分散させています」。
ジャズ・サックス奏者のジョー・ロヴァーノは、アルバム『イヤー・オブ・ザ・スネイク』での彼らの相互作用について次のように語っている。「フライは、美しいトリオです。彼らは素晴らしい明快さで演奏してくれます。マークは自身のホーンを見事に演奏します。[……]彼は楽器で驚くほどの音域を演奏しています。このトリオは、音楽の書き方や、リズム、演奏の姿勢において、クラシックなアプローチをとっています。即興ながら、彼らの演奏による対話は本質的によりクラシックなもので、感情に赴いたものです。[……]それが表現となり、波となり、生命体となり、風となっています。フライのサウンドは愛らしく美しく、彼らの音楽には本物の存在感があり、それがあなたを魅了してくれます」。

## ギャラリー

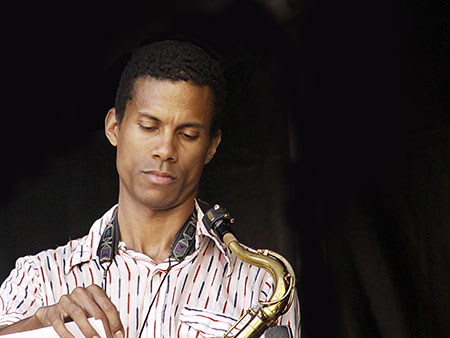
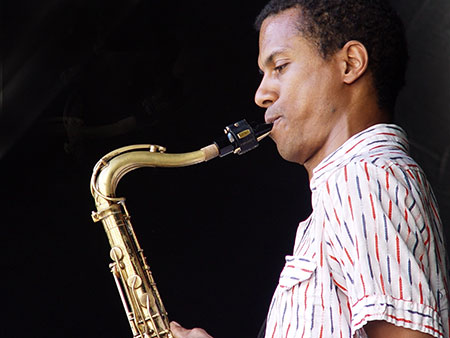
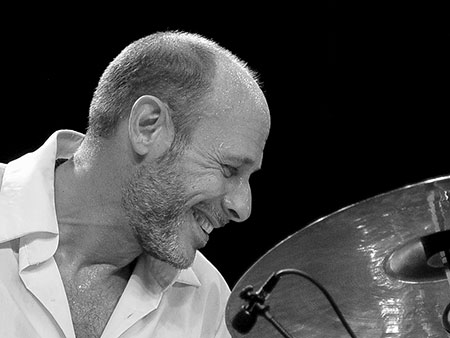
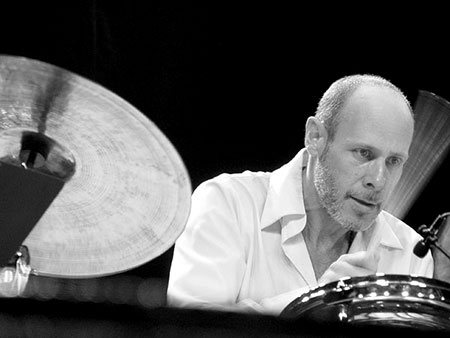
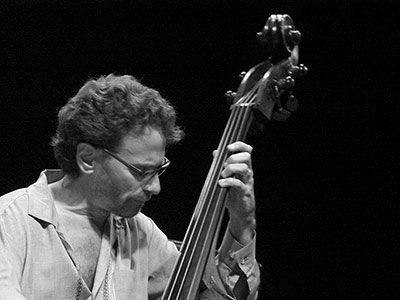
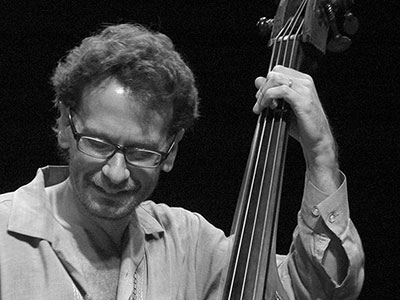

## ディスコグラフィ

### アルバム
- Fly (2004年、Savoy Jazz)
- 『スカイ・アンド・カントリー』 - Sky & Country (2009年、ECM)
- 『イヤー・オブ・ザ・スネイク』 - Year of the Snake (2012年、ECM)